# Невилл, Ричард, 16-й граф Уорик
Ричард Невилл (англ. Richard Neville; 22 ноября 1428, Норидж, Норфолк — 14 апреля 1471, Барнет, Хартфордшир) — 6-й граф Солсбери и 16-й граф Уорик (по праву брака), 5-й барон Монтегю, 7-й барон Монтермар, кавалер Ордена Подвязки, прозванный «Уорик — Делатель королей» (англ. «Warwick Kingmaker»), английский пэр, государственный и военный деятель. Старший сын Ричарда Невилла, 5-го графа Солсбери и Элис Монтегю. Был самым богатым и влиятельным деятелем своего времени с обширными политическими связями, которые выходили за пределы страны. Одна из ключевых фигур в Войне Алой и Белой Роз, первоначально на стороне Йорков, но позже перешёл на сторону Ланкастеров. Заслужил прозвище «Делатель королей», так как сыграл важную роль в свержении двух королей: вначале короля Генриха VI из династии Ланкастеров, затем короля Эдуарда IV из династии Йорков.
Благодаря удачному браку и наследству Уорик в 1450-х годах стал богатейшим человеком в стране вне королевского семейства и оказался в центре английской политики. Первоначально был сторонником короля Генриха VI; однако территориальный спор с фаворитом короля Эдмундом Бофортом, герцогом Сомерсетским побудил его встать на сторону Ричарда, герцога Йоркского, в его противостоянии королю. Благодаря этому он получил стратегически важный пост капитана Кале. Политический конфликт перерос в полномасштабное восстание, положившее начало войне Алой и Белой Роз. В 1455 году участие Уорика в первой битве при Сент-Олбансе решило её исход в пользу сторонников Ричарда Йорка. Войска графа ударили по королевским войскам с тыла. Погибли многие сторонники Ланкастеров, в том числе и герцог Сомерсетский. Благодаря этой победе Ричард Йоркский был признан наследником Генриха VI (в обход сына последнего), но часть сторонников Ланкастеров не признала этого решения и продолжила войну, в ходе которой были убиты Ричард Йорк и отец Уорика граф Солсбери.
Старший сын Йорка после смерти отца продолжил борьбу против Ланкастеров и в 1461 году при содействии Уорика одержал победу и был коронован как Эдуард IV. Первоначально новый король правил при поддержке Уорика, но позже оба поссорились из-за внешней политики и супруги Эдуарда Элизабет Вудвилл. Ссора привела к двум заговорам Уорика, в ходе которых он пытался посадить на трон вначале младшего брата Эдуарда IV, Джорджа, герцога Кларенса, а затем свергнутого ранее короля Генриха VI. Оба заговора провалились и завершились 14 апреля 1471 года, когда Уорик был побеждён Эдуардом IV в битве при Барнете и убит.
Был женат на Анне де Бошан, 16-й графине Уорик. Сыновей у них не было. Старшая из двух дочерей Уорика, Изабелла (1451—1476), вышла замуж за Джорджа, герцога Кларенса. У его младшей дочери Анны (1456—1485) был недолгий брак с сыном короля Генриха VI Эдуардом Вестминстерским, который погиб в при Тьюксбери в возрасте 17 лет. Затем она вышла замуж за младшего брата короля Эдуарда IV Ричарда, герцога Глостерского, который впоследствии стал королем Ричардом III. Третья дочь Уорика, Маргарет, была незаконнорождённой.
Историческое наследие Уорика было предметом большого спора между историками. Одни считали его эгоистичным и опрометчивым, другие рассматривали как жертву прихотей неблагодарного короля. В целом историки согласны с тем, что в своё время граф Уорик пользовался большой популярностью во всех слоях общества и умел пользоваться народным настроением для достижения своих политических целей.

## Становление Уорика
Ричард Невилл происходил из старинного даремского рода, проявившего себя в XIV веке в пограничных войнах с Шотландией. В 1397 году король Ричард II пожаловал барону Ральфу де Невиллу титул графа Уэстморленда. Ральф был женат дважды. Первым браком он сочетался с Маргарет де Стаффорд, дочерью Хьюго де Стаффорда, 2-го графа Стаффорда, а вторым браком с Джоан Бофорт, которая была единственной дочерью Джона Гонта, третьего выжившего сына короля Эдуарда III, основателя дома Ланкастеров. После смерти первого графа Уэстморленда его сыновья вступили в длительный конфликт из-за наследства, но в итоге помирились. В результате, титул графа Уэстморленда достался сыну от первого брака, Ральфу, а старший сын от второго брака, Ричард, в будущем отец графа Уорика, стал графом Солсбери благодаря браку с Элис Монтегю Томаса Монтегю, 4-го графа Солсбери.
О детстве Ричарда Невилла мало известно. В возрасте шести лет он был обручён с леди Анной де Бошан, дочерью Ричарда де Бошан, 13-го графа Уорика, и его жены Изабеллы ле Диспенсер, дочери и наследницы Томаса ле Диспенсера, графа Глостерского. Благодаря этому браку он получил титул графа Уорика и значительную часть наследства семей Монтегю, Бошана и Деспенсера.
Обстоятельства, однако, увеличили его состояние ещё больше. Сын Ричарда де Бошана, Генри, который женился на младшей сестре Ричарда Сесилии, умер в 1446 году. После того как в 1449 году скончалась дочь и единственная наследница Генри, Ричард унаследовал не только состояние Генри де Бошана, но и титул графа Уорика. Правопреемство Ричарда однако не было бесспорным. Началась затяжная борьба за наследство, в первую очередь с Эдмундом Бофортом, вторым герцогом Сомерсетским, первая жена которого была дочерью Ричарда де Бошана. Спор шёл из-за земельных владений, в то время как титул не оспаривался, так как сводные сестры Генри были исключены из правопреемства.
К 1445 году Ричард стал рыцарем, вероятно, на коронации Маргариты Анжуйской 22 апреля того же года. В 1449 году он за свои услуги короне был внесён в исторический послужной список короля Генриха VI. Ричард нёс военную службу на севере вместе со своим отцом и мог принять участие в войне против Шотландии в 1448—1449 годах. Когда в 1452 году Ричард Йоркский и Ричард Солсбери восстали против короля Генриха VI, Уорик встал на их сторону.

## Свадьба и получение титула
Ричард Невилл (тогда ещё наследник графа Солсбери) женился в 1436 году в возрасте 7 лет на Анне Бошан, дочери Ричарда Бошана, 13-го графа Уорика. В 1434 году было получено папское разрешение на эту свадьбу, так как роды Невиллов и Бошанов были уже в родстве. 9 марта 1436 года стороны договорились о свадьбе. Сама свадьба состоялась в Абергавенни, предположительно, в мае. На свадьбе женились сразу две пары. Вторыми были наследник Бошана Генри и старшая сестра Ричарда Сесилия Невилл. Таким образом, если бы наследник одного из родов умирал, часть его состояния могла перейти другому наследнику. Хотя Сесилия Невилл была знатного рода, Ричард Бошан мог бы найти для Генри другую невесту-наследницу. Но Бошан имел долги и нуждался в деньгах. Отец Ричарда — Ричард, 5-й граф Солсбери — заплатил за свадьбу огромную сумму — 4700 марок.
6 августа 1445 года Ричард Невилл был посвящён в рыцари. В 1446 году Солсбери вернул себе должность защитника Западного Марча и разделил эту службу с Ричардом. Ричард хорошо зарекомендовал себя в войнах с Шотландией в 1448—1449 годах, за что 5 апреля 1449 года получил награду от короля.
13-й граф Уорик Ричард Бошан умер в 1439 году. Его сын Генри Бошан наследовал ему. Он служил во Франции и был большим другом короля. В 1444 году он стал первым графом (premier earl) Англии, а в 1445 году герцогом Уориком. 14 февраля 1444 года у него с Сесилией родилась дочь, Анна. 11 июля 1446 года герцог Генри умер. Маленькая графиня Анна стала богатейшей наследницей своего времени. Дела по её защите и устройству свадьбы королева передала Уильяму де Ла Полю, будущему герцогу Саффолку. Он хотел выдать Анну за своего собственного наследника. Однако она умерла 3 июня 1449 года, разбив его надежды. Эта смерть стала сюрпризом для Ричарда Невилла. Через неделю он стал графом Уориком, разом став более богатым и влиятельным человеком, чем даже его отец, граф Солсбери. Отныне интересы Ричарда Невилла не ограничивались севером и шотландской границей, а простирались до Мидлэнда, Уэльса и Кале. Он стал крупной фигурой в национальной политике, что вызвало размолвку с домом Ланкастеров и обусловило его участие в Войне Роз.

## Герб и генеалогия
Отец «Делателя королей» Ричард Невилл старший, младший сын Ральфа Невилла, 1-го графа Уэстморленда носил герб своего отца — в червлёном поле косой серебряный крест, в который он, являясь младшим в роду, внёс отличие в виде титла в ланкастерских цветах — серебряном и лазоревом, взятых в честь матери Джоанны Бофорт, которая была дочерью Джона Гонта. После смерти Томаса Монтегю, 4-го графа Солсбери, Ричард благодаря браку с наследницей графа Томаса, получил титул и герб Солсбери — (четырёхчастный щит — в серебряном поле три червлёных веретена поясом и в золотом поле зелёный орел с распростёртыми крыльями). Эти гербы он разместил на своём щите, поместив их впереди своего родового герба (по старшинству). Сын Ричарда, тоже Ричард, женился на Анне Бошан, наследнице 13-го графа Уорика. Её герб включал в себя герб Бошанов (в червлёном поле золотой пояс в сопровождении шести золотых крестов перекрещенных), герб бывших графов Уорик Ньюбургов (в шахматном золотом с лазоревым поле горностаевое стропило), герб Клеров (в золотом поле три червлёных стропила) и Деспенсеров (четверочастный — серебряный и червлёный, первая и четвёртая четверти переплетены золотом, левая чёрная перевязь поверх всего). Этот герб Ричард Бошан приобрёл благодаря женитьбе на Изабелле, которая была дочерью и наследницей Томаса ле Деспенсера, 1-го графа Глостер, потомка Гилберта де Клера. На щите Ричарда Невилла, графа Уорика изображался только его родовой герб. Но его знамя и чепрак коня были украшены всеми деталями собранных у него символов власти. Первые по старшинству гербы Уорик и Солсбери он поместил в первую и вторую четверти, герб Невиллов — в 3-ю, герб Деспенсеров — в 4-ю. Невилл имел два клейнода — лебединая голова и шея, поднимающаяся из короны красного цвета (для герба Уориков), и грифон, восстающий из короны (для герба Солсбери). Личная эмблема — медведь на цепи и необтёсанные колья.

## В культуре
В литературе
- Граф Уорик является персонажем исторической хроники Шекспира «Генрих VI».
- 1994 — цикл мелодрам «Анна Невилл» Симоны Вилар (Натальи Гавриленко).
- 2009—2012 — Граф Уорик является одним из главных действующих лиц цикла романов «Война кузенов» британской писательницы Филиппы Грегори.

В кино
- «Пустая корона» — телевизионный сериал, состоящий из экранизаций пьес Шекспира, в роли Уорика — Стэнли Таунсенд.
- В телесериале «Белая королева» роль Уорика исполнил Джеймс Фрейн.